# Казуки Ганаха
Казуки Ганаха (јап. 我那覇 和樹; 26. септембар 1980) јапански је фудбалер.

## Каријера
Током каријере је играо за Кавасаки Фронтале, Висел Кобе и многе друге клубове.

## Репрезентација
За репрезентацију Јапана дебитовао је 2006. године. За тај тим је одиграо 6 утакмица и постигао 3 гола.

## Статистика
| Јапан  | Јапан   | Јапан  |
| Година | Наступи | Голови |
| ------ | ------- | ------ |
| 2006.  | 6       | 3      |
| Укупно | 6       | 3      |